# هند بنت النعمان بن بشير
هند بنت النعمان بن بشير بن سعد بن ثعلبة بن جلاس بن زيد الأنصاري الخزرجي كانت أحسن نساء زمانها خَلقًا وخُلقًا، وأدبًا ولطفًا وفصاحة، ولها إلمام بالنثر والنظم، وكانت عند روح بن زنباع، قالت له يوما: عجبا منك كيف يسودك قومك وفيك ثلاث خلال أنت من جذام وأنت جبان وأنت غيور؟ فقال لها: أما جذام فإني في أرومتها وحسب الرجل أن يكون في أرومة قومه وأما الجبن فإن مالي إلا نفس واحدة فأنا أحوطها فلو كانت لي نفس أخرى جدت بها. وأما الغيرة فأمر لا أريد أن أشارك فيه وحقيق بالغيرة من كانت عنده حمقاء مثلك مخافة أن تأتيه بولد من غيره فتقذفه في حجره.

## طلاقها من الحجاج
حُكي أن هند كانت أحسن نساء زمانها، فوُصف للحجاج حسنها وجمالها فخطبها، ودفع لها مالاً كثيراً وتزوجها، واشترط على نفسه بعد الصداق مائتي ألف درهم، مكث معها مدة طويلة ثم دخل عليها في يوم من الأيام وهي تنظر إلى وجهها في المرآة وتقول:
فلما سمع الحجاج ذلك عاد راجعاً ولم يدخل عليها ولم تكن تعلم أنه سمعها، فأراد الحجاج أن يطلقها، فأرسل إليها عبد الله بن طاهر فدخل عليها قائلا: يقول لك الحجاج أبو محمد كان تأخر لك عليه من الصداق مائتي ألف درهم وهي هذه أحضرتها معي ووكلني الحجاج في الطلاق فقالت هند: اعلم يا ابن طاهر أننا كنا معه والله ما فرحت به يوماً قط وإن تفرقنا والله لا أندم عليه أبداً، وهذه المائتا ألف درهم لك بشارة خلاصي من كلب ثقيف. ثم بلغ أمير المؤمنين عبد الملك بن مروان خبرها ووُصِف له حسنها وجمالها وعذوبة ألفاظها فأرسل إليها يخطبها.

## زواجها من عبد الملك بن مروان
بلغها أن عبد الملك بن مروان يريد أن يخطبها عندما سمع عن حسنها وجمالها، فأرسلت إليه كتابًا تقول فيه: بعد الثناء على الله والصلاة على نبيه محمد صلى الله عليه وسلم، أما بعد، فاعلم يا أمير المؤمنين أن الكلب ولغ في الإناء، فلما قرأ عبد الملك بن مروان كتابها ضحك من قولها وكتب لها حديث النبي محمد صلى الله عليه وسلم: إذا ولغ الكلب في إناء أحدكم فليغسله سبعاً إحداهن بالتراب ثم قال: اغسلي القذى عن محل الاستعمال. فلما قرأت كتابه لم يمكنها المخالفة، وكتبت إليه تقول: بعد الثناء على الله تعالى يا أمير المؤمنين إني لا أجري العقد إلا بشرط فإن قلت ما الشرط؟ أقول: أن يقود الحجاج محملي إلى بلدك التي أنت فيها ويكون حافياً بملبوسه.فلما قرأ عبد الملك الكتاب ضحك ضحكاً عالياً شديداً وأرسل إلى الحجاج يأمره بذلك، فلما قرأ الحجاج رسالة عبد الملك بن مروان امتثل الأمر ولم يخالف ثم أرسل إلى هند يأمرها بالتجهيز فتجهزت في محمل وجاء الحجاج في موكبه حتى وصل إلى باب هند، فلما ركبت المحمل وركب حولها جواريها وخدمها ترجل الحجاج وهو حافٍ وأخذ بزمام البعير يقوده وسار بها، فصارت تسخر منه وتهزأ به وتضحك عليه مع جواريها ثم إنها قالت لإحدى جواريها: اكشفي لي ستارة المحمل فكشفتها، حتى قابل وجهها وجهه فضحكت عليه فأنشد الحجاج هذا البيت:
فأجابته هند بهذين البيتين: